# Джерело в урочищі Будилок
Джерело́ в уро́чищі Будило́к — гідрологічна пам'ятка природи місцевого значення в Україні. Розташоване в східній частині Недрилайлівського району, на північний схід від с. Комишанка, на західному березі глибокої лісової балки. 
Площа 0,02 га. Оголошено територією ПЗФ 21.08.1996. Перебуває у віданні: Недрилайлівський агролісгосп. 
Являє собою ділянку лісового насадження із самовитічним джерелом води доброї питної якості.